# クリスマス・クロニクル PART2
『クリスマス・クロニクル PART2』（原題：The Christmas Chronicles 2）は、2020年制作のアメリカ合衆国のコメディ映画。『クリスマス・クロニクル』の続編。Netflixで2020年11月25日に配信された。

## キャスト
※括弧内は日本語吹替。
- サンタクロース：カート・ラッセル（金尾哲夫）
- ミセス・クロース：ゴールディ・ホーン（一城みゆ希）
- ケイト・ピアース：ダービー・キャンプ（新井美羽）
- クレア・ピアース：キンバリー・ウィリアムズ＝ペイズリー（中村千絵）
- ジャック：ジャジル・ブルーノ（田村継）
- ベルスニッケル：ジュリアン・デニソン（川上瑛生）
- ボブ：タイリース・ギブソン（山本祥太）
- テディ・ピアース：ジュダ・ルイス（関根航）
- ダグ：サニー・スリッチ（徐斌）
- グレース：ダーレン・ラヴ（西宏子）
- パトリック・ギャラガー
- マルコム・マクダウェル（声のみ）